# Андреєв Кирило Дементійович
Кирило Дементійович Андрєєв (1901—1972) — учасник Другої світової війни, парторг батальйону 1318-го стрілецького полку 163-ї стрілецької дивізії 38-ї армії Воронезького фронту, Герой Радянського Союзу, старший сержант.
Член ВКП(б)/КПРС з 1941 року.

## Біографія
Кирило Андрєєв народився в селі Базлик (нині Біжбуляцький район).
Юний селянин був натхненний ідеями Жовтневої революції і воював з захисниками старого режиму на фронтах Громадянської війни. Але до ВКП(б) вступив лише з початком Другої світової війни — в 1941 році. Після Громадянської працював головою сільгоспартілі «Канаш» Міякинського району, закінчив Белебейське педагогічне училище. З 1928 по 1941 роки вчителював, був директором ряду початкових шкіл Міякинського і Біжбуляцького районів.
В Червону Армію призваний в серпні 1941 року. Закінчив курси політпрацівників і у вересні того ж року опинився в діючій армії. Будучи старшим сержантом, став парторгом батальйону 1318-го стрілецького полку 163-ї стрілецької дивізії 38-ї армії Воронезького фронту.
Звання Героя Радянського Союзу з врученням ордена Леніна і медалі «Золота Зірка» № 1852 Кирилу Дементьевичу Андрєєву присвоєно 29 жовтня 1943 року.
Лейтенант Андрєєв під час війни був поранений, на початку того ж 1945 року звільнений у запас. Повернувся на батьківщину, працював заступником голови Біжбуляцької райради, завідувачем Біжбуляцької районної ощадкаси.
2 січня 1972 року Кирило Дементійович Андреєв помер. Поховали його в селі Біжбуляк.

## Подвиг
3 жовтня 1943 року старший сержант Андреєв з групою бійців подолав Дніпро південніше Києва. Перебуваючи в бойових порядках підрозділу, він зі своїми солдатами висунувся на висоту, добре окопався і, відкривши сильний рушнично-кулеметний вогонь, паралізував оборону противника. Тим самим стрілецькі роти отримали можливість підійти до узлісся і закріпитися на ній.
Коли німці атакували наші підрозділи з метою скинути їх з плацдарму, Андреєв першим піднявся в контратаку, закидав фашистів гранатами, надихнув особовий склад батальйону своїм прикладом.

## Нагороди
- Медаль «Золота Зірка» (29.10.1943)
- Орден Леніна (29.10.1943)
- Медаль «За відвагу» (17.08.1943)[5]

## Пам'ять
На будівлі Белебеєвського педагогічного коледжу (м. Белебей, вул. Пролетарська, 41) встановлена меморіальна дошка випускникам-Героям: Андрєєву К. Д., Васильєву П. Е., Тарасенку В. Ф., Кузнєцову А. П.